# 張瑋桓
張瑋桓（英語：Eudice Chong，1996年4月22號—），香港女子職業網球運動員，美國紐約出生，曾代表香港參與2018年亞洲運動會。

## 外部連結
- 張瑋桓的国际女子网球协会官方資料（英文）
- 張瑋桓的Instagram帳戶